# مدیسن یانگ
مدیسن یانگ (انگلیسی: Madison Young؛ زاده ۲۰ سپتامبر ۱۹۸۰) یک بازیگر پورنوگرافی اهل ایالات متحده آمریکا است.